# José María Ugarte Castelblanco
José María Ugarte y Castelblanco (Santiago, abril de 1770 - Santiago, 29 de agosto de 1851), fue un diputado chileno por la ciudad de San Fernando en el Primer Congreso Nacional, en 1811.

## Biografía
Hijo de Antonio de Ugarte y Salinas, nacido en Santiago, Coronel de Milicias de Caballería de San Fernando, corregidor de Colchagua y dueño de las haciendas de San José de Apaltas en Nancagua y San Antonio de Guamul (Huemul) en Chimbarongo, y de Juana Josefa Fernández de Castelblanco y Loyola Araujo. Fue bautizado el 7 de abril de 1770 con los nombres de José María de los Dolores. 
Fue capitán de la 7.ª compañía de milicias del Regimiento de Caballería de San Fernando. 
Siendo teniente coronel, en 1811, fue elegido diputado al Primer Congreso Nacional por San Fernando.
Aparece en la lista de donantes “para las actuales necesidades de la Patria” publicada  el 13 de mayo de 1813 en el Monitor Araucano, donando la suma de 1.000 pesos y “el servicio de su persona a su costa y mantención en cualquier expedición a que la Patria lo destine en la presente guerra.” En 1814 fue puesto por la Junta de Gobierno al mando del Regimiento San Fernando de Colchagua, pero debiendo renunciar por razones de salud, fue reemplazado por don Francisco Antonio Valdivieso, quien a su vez fue destituido por José Miguel Carrera.
En 1817, con ocasión de la visita de la Comisión del Sur enviada por el entonces director Supremo Bernardo O’Higgins a San Fernando, fue elegido junto a José María Guzmán Ibáñez y a Fernando Quezada como integrante de la Comisión que nombró a los miembros del Cabildo de San Fernando en reemplazo de los anteriores, nombrados por Manuel Rodríguez. Posteriormente, el 22 de abril de 1817, fue nombrado miembro de la Junta de Repartos de la ciudad, cuyo objetivo fue exigir a los vecinos todas las contribuciones de especies que pidiera el Gobierno para el Estado, ya fuera como donativo o préstamo.
El mismo año, recibió el encargo de Bernardo O’Higgins de reorganizar, en calidad de Comandante y con el grado de Coronel, el Regimiento de Milicias de Caballería de San Fernando, para lo cual, en carta al director Supremo, informó haber reclutado a 1.300 hombres.
Fue dueño de la hacienda Los Barreales, de 1.200 cuadras, ubicada al norte de San Fernando, y de la hacienda Pidihuinco, en las cercanías de Chimbarongo.  
Se casó en 1816 con María Agustina Guzmán y Ortúzar, dueña de la hacienda San Agustín de la Patagüilla; hija de Pedro Nolasco Núñez de Guzmán y Quesada, y de Clara Ortúzar Ibáñez. Tuvieron nueve hijos: algunos murieron siendo infantes; dos fueron las monjas carmelitas Idelfonsa y Margarita del Carmen; José María fue diplomático; Trinidad, dueña de la hacienda Los Barreales; y Juan Agustín Ugarte Guzmán, dueño de la hacienda Pidihuinco, diputado por San Fernando entre los años 1849-1852, 1858-1861 y 1867-1870, miembro del Partido Conservador y de la Unión Católica, casado con Sofía Ovalle Vicuña y en segundas nupcias con Delfina Ovalle Vicuña, dejando descendencia de ambos matrimonios. 
Mandó que se dijesen 1.090 misas y que el año de su muerte se trasladasen sus cenizas a un templo de Santiago, diciéndosele es mismo día cien misas. Murió en Santiago el 28 de agosto de 1851 y sus restos están enterrados en el Cementerio General de dicha ciudad.